# Mosze Aram
Mosze Aram, także Mosze Erem (hebr.: משה ארם, ang.: Moshe Erem, ur. 7 sierpnia 1896 w Ladach, zm. 14 października 1978) – izraelski polityk, w latach 1949–1959 oraz 1965–1969 poseł do Knesetu z list różnych partii lewicowych.

## Życiorys
Urodził się 7 sierpnia 1896 w Ladach w Imperium Rosyjskim (obecnie Białoruś). W 1924 wyemigrował do Palestyny.
W wyborach parlamentarnych w 1949 po raz pierwszy dostał się do izraelskiego parlamentu. W 1951 i 1955 uzyskiwał reelekcję. W wyborach w 1959 utracił mandat poselski. Bezskutecznie kandydował 1961, ostatecznie jednak znalazł się w piątym Knesecie pod koniec kadencji – 4 maja 1965 objął mandat po zmarłym Jisra’elu Bar-Jehudzie. W przeprowadzonych w tym samym roku wyborach ponownie zdobył miejsce w parlamencie, które utracił cztery lata później.
Zmarł 14 października 1978.